# Roxbury (Vermont)
Roxbury – miasto w Stanach Zjednoczonych, w stanie Vermont, w hrabstwie Washington.